# Om (együttes)
Az Om amerikai doom metal/stoner rock/sludge metal trió, amelyet a műfaj úttörőjének számító Sleep zenekar tagjai alkotnak. 2003-ban alakultak Kaliforniában.
Jelenlegi felállás: Al Cisneros (basszusgitár, ének), Emil Amos (dobok), Tyler Trotter (gitár, szintetizátor, ütőhangszerek). Chris Hakius dobos 2003-tól 2008-ig volt a zenekar tagja.

## Diszkográfia
- Variations on a Theme (2005)
- Conference on the Birds (2006)
- Pilgrimage (2007)
- God is Good (2009)
- Advaitic Songs (2012)